# Сунь Юйлун
Сунь Юйлу́н (кит. упр. 孙玉龙, пиньинь Sun Yulong; род. 1 сентября 1988, Цанчжоу, Хэбэй) — китайский кёрлингист на колясках.
В составе сборной Китая участник и чемпион зимних Паралимпийских игр 2022, чемпион мира.
Играет на позиции четвёртого.

## Достижения
- Зимние Паралимпийские игры: золото (2022).
- Чемпионат мира по кёрлингу на колясках: золото (2021).

## Команды
| Сезон   | Четвёртый  | Третий        | Второй      | Первый    | Запасной                                 | Турниры            |
| ------- | ---------- | ------------- | ----------- | --------- | ---------------------------------------- | ------------------ |
| 2015—16 | Сунь Юйлун | Чэнь Цзяньсин | Yu Xinyue   | Xu Lichun | Chen Tao тренер: Ru Xia                  | ЧМК 2016 (5 место) |
| 2020—21 | Ван Хайтао | Чэнь Цзяньсин | Чжан Минлян | Янь Чжуо  | Сунь Юйлун тренеры: Юэ Циншуан, Zhao Ran | ЧМК 2021           |
| 2021—22 | Ван Хайтао | Чэнь Цзяньсин | Чжан Минлян | Янь Чжуо  | Сунь Юйлун тренер: Юэ Циншуан            | ЗПИ 2022           |

(скипы выделены полужирным шрифтом)

## Частная жизнь
Стал ограниченно мобильным после того как в детстве переболел полиомиелитом. В подростковом возрасте начал заниматься баскетболом на колясках. В 2014 году начал заниматься кёрлингом на колясках.